# Матарак
Матарак — озеро в Ширинском районе Хакасии (Россия). Находится в Северо-Минусинской впадине между горами Шунет и Большой Самсон в 7-8 километрах к югу от озера Шира. Площадь водного зеркала — 0,79 км². Минерализация воды — 1,44 г/л.
Находится на высоте 479,7 метров над уровнем моря. К юго-востоку в 500 м находится озеро Чаласколь. На южном берегу озера - кошара.
В водах озера отмечено не менее 26 видов фитопланктона. Среди сине-зелёных водорослей преобладают Microcystis aeruginosa и Aphanothece saxicola, среди диатомовых — Cyclotella comta, среди зелёных — Botryococcus braunii.